# Marma (points vitaux)
Selon les pratiquants de certains arts martiaux du Kerala dans le sud de l'Inde, comme le Kalarippayatt ou le Varma Kalai, les marmas sont les 107 points vitaux du corps humain. Les adeptes de ces techniques prétendent pouvoir neutraliser voire tuer un adversaire en exerçant une pression ou un choc sur certains de ces points. Certaines branches de la médecine traditionnelle indienne, l'Ayurveda, affirment également stimuler ou masser ces points dans le but d'obtenir un effet thérapeutique.
Un des tout premier témoignage de l'existence de ces points remonte au Rig-Veda, dans lequel on peut lire qu'Indra parvint à vaincre Vritra en attaquant ses points vitaux à l'aide de son vajra. Mais c'est le chirgurgien Sushruta (Ve siècle av. J.-C.) qui fut le premier à décrire ces 107 points vitaux dans son Sushruta Samhita. Sur ces 107 points, 64 furent définis comme potentiellement mortels s'ils sont convenablement frappés d'un coup de poing ou d'un coup de bâton.
Les marmas peuvent être rangés en six catégories selon leur localisation dans le corps :
- Mamsa Marma (sur la peau/muscles)
- Asthi Marma (sur les os)
- Snayu Marma (sur les tendons)
- Dhamani Marma (sur les nerfs)
- Sandhi Marma (sur les articulations)
- Sira Marma (sur les veines)